# هيليارد لايلي
هيليارد لايلي هو لاعب اللاكروس كندي، ولد في 21 ديسمبر 1879 في أونتاريو في كندا، وتوفي في 21 مايو 1931 في Beaverlodge ‏ في كندا.

## وصلات خارجية
- هيليارد لايلي على موقع أوليمبيديا (الإنجليزية)